# جوليا كرينك
جوليا كرينك (بالإنجليزية: Julia Krynke)‏ (ولدت في 20 نوفمبر 1979) هي ممثلة بولندية متعددة اللغات، وفنانة صوتية وموسيقية كلاسيكية. اشتهرت في المملكة المتحدة بأدوارها في المسلسل التلفزيوني سبوكس و مدينة هولبي و الشارع، ولديها مسيرة مهنية ناجحة في السينما والمسرح والتلفزيون في ألمانيا وبولندا وأيرلندا. وهي تتقن اللغة البولندية والإنجليزية والألمانية.

## التعليم
كرينك خريجة أكاديمية لودفيك سولسكي للفنون المسرحية في فروتسواف،  بولندا (1998-2002) ومركز الممارسات المسرحية جاردشانيزا، بولندا (2001-2003) وحضرت استوديو ميخائيل تشيخوف في لندن، المملكة المتحدة ( 2008-).  درست البيانو والناي في مدرسة الموسيقى الحكومية (1986-1997) في أوبول، بولندا.

## روابط خارجية
- الموقع الرسمي
- جولبا كرينك علي قاعدة بيانات الأفلام على الإنترنت